# Benjamin Henry Latrobe
Pour les articles homonymes, voir Latrobe.
Benjamin Henry Boneval Latrobe (né le 1er mai 1764 – mort à La Nouvelle-Orléans, le 3 septembre 1820) est un architecte britannique, d'origine française et huguenote, émigré aux États-Unis en 1796. Il a été amené à travailler pour la communauté des réfugiés français de Saint-Domingue en Amérique. Benjamin Latrobe a été l'un des premiers architectes professionnels officiellement formés aux nouveaux États-Unis. Il fut grandement influencé par ses voyages en Italie, ainsi que par les architectes néoclassiques contemporains, qu'ils soient britanniques ou français, tel Claude Nicolas Ledoux. Dans la trentaine, il émigre en Virginie, puis est appelé à concevoir une partie des plans du Capitole, à Washington, ainsi que la basilique de l'Assomption de Baltimore, construite entre 1806 et 1821, qui constitue la première cathédrale construite aux Etats-Unis. Latrobe est également l'auteur de la Bourse de Baltimore (en), achevée en 1834.
Benjamin Latrobe est considéré comme le père de l'architecture américaine. Il était l'oncle de Charles La Trobe, qui fut le premier lieutenant-gouverneur de Victoria en Australie .

## Biographie

### Angleterre
Benjamin Latrobe est né le 1er mai 1764 à Fulnek dans les environs de la ville de Leeds, en Angleterre. Il est le fils du révérend Benjamin Latrobe, un chef de l'Église morave d'ascendance huguenote, et d'Anna Margaretta Antes dont le père était allemand et dont la lignée maternelle était hollandaise. Anna Antes est née dans la colonie américaine de Pennsylvanie, mais a été envoyée en Angleterre par son père, un riche propriétaire terrien, pour fréquenter une école morave à Fulneck.
Le père de Latrobe, qui était responsable de toutes les écoles et établissements moraves en Grande-Bretagne, avait un vaste cercle d'amis dans les rangs supérieurs de la société. Ce dernier était convaincu de l'importance de l'éducation, de l'érudition et de la valeur des échanges sociaux, tandis que la mère de Latrobe a inculqué à son fils une forte curiosité et un intérêt pour l'Amérique. Benjamin Latrobe avait pour frères Christian Ignatius Latrobe (homme d'église, musicien et compositeur), Charles Joseph Latrobe (gouverneur de l'État de Victoria en Australie) et Johann Friedrich Bonneval Latrobe, musicien et compositeur.
En 1776, à l'âge de 12 ans, Latrobe fut envoyé à l'école morave de Niesky en Silésie à la frontière entre la Saxe et de la Pologne. À l'âge de dix-huit ans, il entreprend un vaste voyage à travers l'Allemagne, puis rejoint l'armée royale prussienne, se liant d'amitié avec un officier distingué de l'armée américaine. Après cette expérience militaire, Benjamin Latrobe débuta son Grand Tour, visitant notamment la Saxe orientale, Paris ou encore l'Italie. Grâce à son éducation et à ses voyages, Latrobe parvint à maîtriser l'allemand, le français, le grec ancien et moderne et le latin. Il avait également des compétences avancées en italien et en espagnol et une certaine connaissance de l'hébreu. Latrobe retourna en Angleterre en 1784 et devint l'élève de John Smeaton, un ingénieur connu pour avoir conçu le phare d'Eddystone. Puis en 1787 ou 1788, il travailla dans le bureau de l'architecte néoclassique Samuel Pepys Cockerell durant une période assez brève. En 1790, Latrobe a été nommé arpenteur à Londres et a fondé son propre cabinet privé en 1791. Latrobe a été chargé en 1792 de concevoir Hammerwood Lodge, près d'East Grinstead dans le Sussex, son premier travail indépendant, et il conçut également Ashdown House en 1793 dans les environs d'East Grinstead. Alors qu'il travaillait depuis 1793 sur un projet de canalisation du fleuve Blackwater, le Parlement a refusé son plan, et ne put être payé correctement pour le travail fourni. Benjamin Latrobe est alors acculé à la faillite et prend la décision de partir pour l'Amérique. 

### Virginie
Latrobe arriva à Norfolk, en Virginie, à la mi-mars 1796 après un voyage éprouvant de quatre mois à bord du navire, en proie à des pénuries alimentaires. Latrobe part dès cette même année pour Richmond. Peu de temps après son arrivée en Virginie, il s'était lié d'amitié avec Bushrod Washington, neveu du président George Washington, ainsi qu'avec Edmund Randolph et d'autres personnalités notables. Grâce à Bushrod Washington, Latrobe a pu se rendre à Mount Vernon pour rencontrer le président à l'été 1796. 
Le premier grand projet de Latrobe aux États-Unis fut le pénitencier de Richmond, mis en service en 1797. Le pénitencier a permis la mise en œuvre d'idées novatrices en matière de conditions d'incarcération, comprenant notamment des cellules disposées en demi-cercle, permettant une surveillance facile. Les conditions de vie des prisonniers ont été par ailleurs améliorées grâce à l'assainissement de l'édifice par la ventilation.

### Philadelphie

La Banque de Pennsylvanie, construite en 1798.

Après avoir passé un an en Virginie, Benjamin Latrobe a exprimé le souhait de quitter Richmond en raison d'un mal du pays. Un de ses amis, Giambattista Scandella, a suggéré qu'il parte pour Philadelphie, ce qu'il fit en 1798. Cependant, il régnait à Philadelphie une ambiance moins accueillante pour Latrobe en raison du sentiment diffus anti-français ainsi que des tensions entre le Sud et le Nord des Etats-Unis.  Benjamin Latrobe visita sur sa route Washington et vit notamment le Capitole en construction. Il revint ensuite à Richmond toujours en 1798 avant de repartir finalement pour Philadelphie afin de construire une banque dont il avait proposé les plans lors de son précédent voyage. Il décide alors de s'installer dans cette ville, bien qu'il eût de temps à autre des commandes en Virginie.
Le premier grand projet de Latrobe à Philadelphie a été de concevoir la Banque de Pennsylvanie, qui fut démolie en 1870, et qui était le premier exemple d' architecture néo-grecque aux États-Unis. Cette commande le convainc d'établir son cabinet à Philadelphie, où il gagne en réputation. 
Latrobe a également été embauché pour concevoir une pompe à vapeur sur le Square central à Philadelphie. La Pompe du Square central tirait de l'eau de la rivière Schuylkill et contenait deux moteurs à vapeur qui la retenaient dans des réservoirs en bois situés dans sa tour. La gravité alimentait ensuite en eau des canalisations en bois qui la portaient à travers toute la ville. 
En plus du style néo-grec, Latrobe a également usé de conceptions néo-gothiques dans plusieurs de ses œuvres. Le style néo-gothique a ainsi été employé par Latrobe lors de la construction de la Banque de Philadelphie, qui a été construite en 1807 et démolie en 1836.
Pendant son séjour à Philadelphie, Latrobe a épousé Mary Elizabeth Hazlehurst (1771-1841), en 1800, avec qui il eut plusieurs enfants.

### Washington

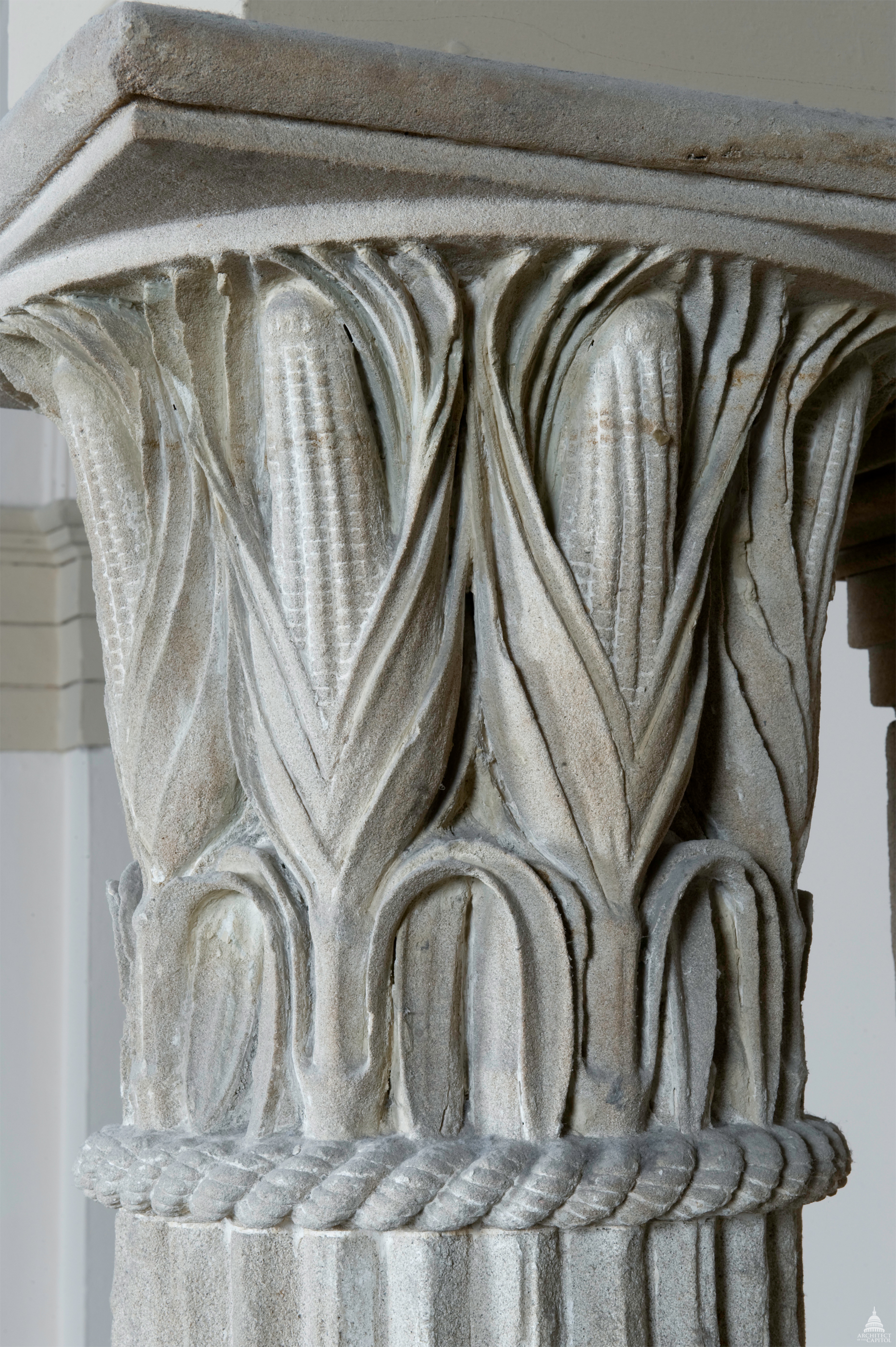
Chapiteau pseudo-corinthien sculpté pour le Capitole des Etats-Unis par Giuseppe Franzoni sur une conception de Benjamin Latrobe. Les feuilles d'acanthe sont ici remplacées par des épis de maïs.

Ainsi, Latrobe devint un véritable architecte professionnel exerçant à travers tout le pays. Il devint proche de Thomas Jefferson, qui était également architecte. En 1803, Jefferson a engagé Latrobe comme arpenteur des bâtiments publics des États-Unis et pour travailler comme surintendant de la construction du Capitole des États-Unis. Le Capitole étant en construction, Latrobe fut contraint de se plier aux plans de William Thornton, qu'il critiquait. Bien qu'il entretînt de bons rapports avec le président Jefferson, ce dernier insista pour que Latrobe suive la conception de Thornton pour le Capitole. 
Bien que la principale occupation de Latrobe consistait à superviser la construction du Capitole, il était également responsable de nombreux autres projets à Washington. En 1804, il devint ingénieur en chef dans la marine américaine.  De plus, en tant qu'arpenteur en chef, Latrobe était responsable de la construction du canal de Washington, et conçut plusieurs ouvrages d'art. 
En juin 1812, la construction du Capitole s'arrêta avec le déclenchement de la guerre de 1812 et la faillite de la First Bank of the United States. Durant la guerre, Latrobe a déménagé à Pittsburgh et n'est retourné à Washington qu'en 1815, cette fois-ci en tant qu'architecte du Capitole, chargé de la reconstruction du Capitole après sa destruction pendant la guerre. Latrobe put appliquer ses propres conceptions, mais devait tout de même se soumettre aux plans de Thornton pour certains éléments extérieurs. Exaspéré par ces contraintes, Latrobe décide en 1817 de fournir au président James Monroe les plans de l'ensemble de l'édifice et démissionne la même année de sa responsabilité d'architecte du Capitole, ce qui le pousse à la faillite. Latrobe quitta alors Washington pour Baltimore en janvier 1818. D'autres raisons le poussèrent à quitter la ville, ainsi Latrobe n'aimait pas le plan conçu pour Washington par Pierre Charles L'Enfant, qu'il trouvait trop baroque. De plus, il sentait une certaine antipathie des notables de la ville à son égard.

### Baltimore

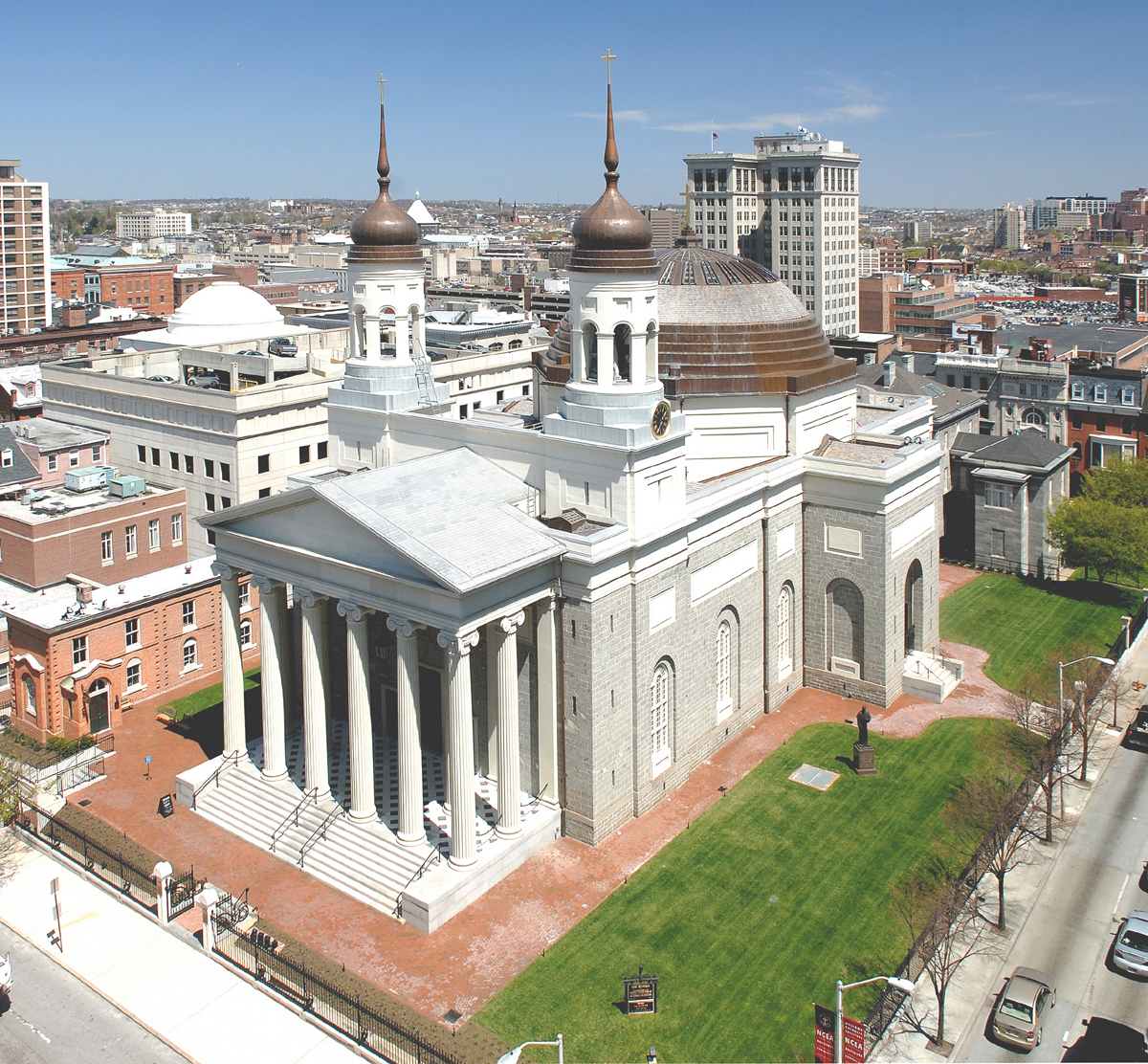
La basilique de l'Assomption de Baltimore, construite entre 1806 et 1821.

Benjamin Latrobe conçut à partir de 1806 la basilique de l'Assomption de Baltimore. Latrobe avait fait deux propositions pour les plans de cette cathédrale, l'une était de style néo-grec et la seconde était d'un style néo-gothique. C'est finalement le néo-grec qui l'emporta, Latrobe excellant davantage dans ce style que dans l'autre.

### La Nouvelle-Orléans
Benjamin préférait La Nouvelle-Orléans à Washington. Il sentait effectivement le potentiel économique de la ville, qui était alors en pleine croissance. Le premier projet de Latrobe pour la Nouvelle-Orléans avait été l'édifice abritant les douanes américaines de la ville, construit en 1807.
En 1810, Latrobe envoya son fils, Henry Sellon Boneval Latrobe, dans la ville pour présenter un plan de système d'adduction d'eau au conseil municipal de la Nouvelle-Orléans. Le projet de Benjamin Latrobe pour le système d'adduction d'eau était basé sur celui de Philadelphie, qu'il avait conçu plus tôt. Le système de Philadelphie permettait l'assainissement des réseaux d'eau de la ville, en réponse aux épidémies de fièvre jaune qui sévissaient alors. Le projet d'aqueduc de la Nouvelle-Orléans a également été conçu pour dessaler l'eau à l'aide de pompes à vapeur.
Le conseil municipal Nouvelle-Orléans valida le projet d'aqueduc en 1811, mais c'est le fils de Latrobe qui prit en charge une grande partie des travaux. Le processus de conception et de construction du système d'aqueduc à la Nouvelle-Orléans a duré onze ans en raison de difficultés techniques entraînant plusieurs retards. En plus de ce projet, Latrobe a conçu la tour centrale de la cathédrale Saint-Louis, qui était son dernier projet architectural. 
Benjamin Latrobe succomba à la fièvre jaune en 1820, à La Nouvelle-Orléans, alors qu'il travaillait sur plusieurs projets en Louisiane. Il fut enterré dans la section protestante du cimetière Saint Louis de la Nouvelle-Orléans, où son fils aîné, l'architecte Henry Sellon Boneval Latrobe (1792–1817), avait été enterré trois ans plus tôt, victime également de la fièvre jaune.  
Ses fils Benjamin Henry Latrobe, II et John H. B. Latrobe se sont respectivement distingués en qualité d'ingénieur civil et d'avocat.

## Réalisations architecturales

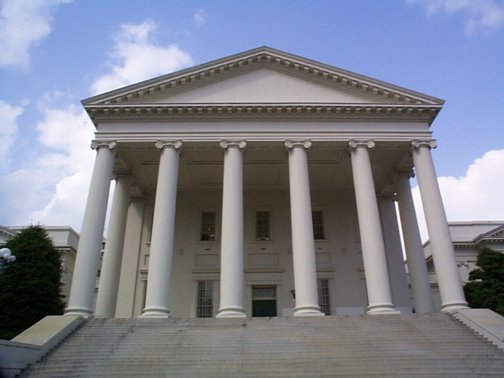
Entrée du capitole de Richmond en Virginie, de style néoclassique, Benjamin Latrobe

- Capitole des États-Unis à Washington DC (travaux d'agréments sur les plans originels de William Thornton) ;
- Capitole de Richmond en Virginie, avec Thomas Jefferson ;
- Siège de la banque de Pennsylvanie (Bank of Pennsylvania) à Philadelphie (1799-1801) qui s'inspire d'un temple au portique d'ordre ionique ;
- Cathédrale de Baltimore (1804-1818), inspirée de l'église Sainte-Geneviève de Paris ;
- Système de canaux, station de pompage et d'adduction d'eau pour la ville de Philadelphie.

## Pour approfondir